# Aeroportul Monkey Mountain
Aeroportul Monkey Mountain (IATA: MYM, ICAO: SYMM) este un aeroport din Potaro-Siparuni, Guyana ce deservește zona Monkey Mountain⁠(d). A fost numit după zona deservită.
Situat la o altitudine de 518 m, aeroportul dispune de o singură pistă.